# Sturbridge
Sturbridge är en kommun (town) i Worcester County i delstaten Massachusetts, USA med 9 867 invånare (2020).